# Беллегард, Генрих Йозеф Иоганн фон
Генрих Йозеф Иоганн фон Беллегард (нем. Heinrich Joseph Johann von Bellegarde; 29 августа 1757 — 22 июля 1845) — граф, австрийский фельдмаршал и государственный деятель.

## Биография
Родился 29 августа 1757 года в городе Дрездене в семье саксонского военного министра Иоганна Франца фон Беллегарда. Происходил из древнего саксонского графского рода. В 1771 году поступил на австрийскую службу. В 1788—1789 годах — полковник, во главе драгунского полка отличился в войне против Турции. В 1792 году произведён в генерал-майоры.
В 1793—1794 годах воевал против Французской республики в Нидерландах, зарекомендовал себя храбрым и талантливым командиром. В 1794 году назначен начальником штаба в армии генерала от кавалерии графа Вурмзера на Верхнем Рейне. Когда эрцгерцог Карл принял командование над австрийской армией, Беллегард 4 марта 1796 года был произведен в фельдмаршал-лейтенанты и назначен членом его Военного совета. В 1797 году участвовал в заключении Леобенского перемирия.
В 1799 году поставлен во главе корпуса в Тироле, в задачу которого входила охрана коммуникаций между армиями Суворова и эрцгерцога Карла. 20 марта нанёс поражение Лекурбу при Финстермюнце, но 20 июня был разбит Моро при Джулиано. Затем участвовал в осаде Алессандрии и битве при Нови.
После поражения австрийцев при Маренго сменил Меласа на посту командующего армией в Италии. 25 декабря 1800 года был разбит генералом Брюном при Поццоло и отступил за Минчо и Адду. 15 января 1801 года был вынужден подписать перемирие в Тревизо, по условиям которого обязался передать французам крепости Мантую, Пескьеру и Леньяго.
После заключения Люневильского мира оставлен командовать австрийскими войсками в Венеции. В 1801 году произведён в генералы от кавалерии и назначен командующим войсками во Внутренней Австрии и членом Гофкригсрата — придворного военного совета.
В кампании 1805 года командовал корпусом в составе армии эрцгерцога Карла в Италии. В сражении при Кальдьеро командовал правым флангом австрийской армии.

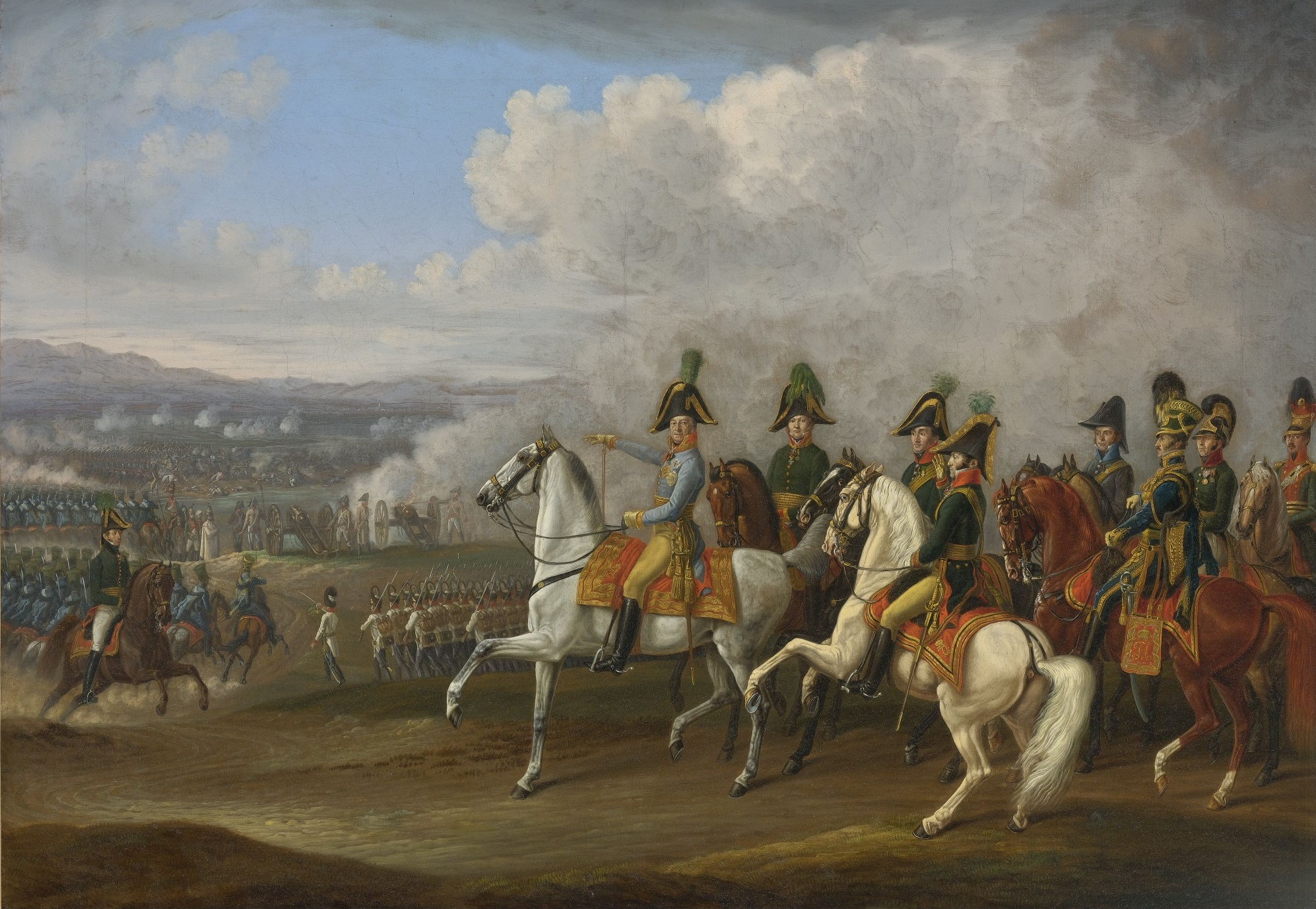
Альбрехт Адам. Фельдмаршал Беллегард и его офицеры перед боем. 1815 год

После заключения мира занял пост главнокомандующего в Граце, а с 3 декабря 1806 года — в Галиции.
В кампанию 1809 года возглавил 1-й армейский корпус (около 38 тысяч человек) и армию (1-й и 2-й армейские корпуса) в Верхнем Пфальце. Выбил части корпуса Даву из Регенсбурга, а затем присоединился со своими войсками к эрцгерцогу Карлу. Отличился в сражениях при Экмюле, Асперне, Ваграме и Цнайме. 12 сентября 1809 года произведён в генерал-фельдмаршалы.
После Шёнбруннского мира, в 1809—1813 годах был президентом Гофкригсрата, оставаясь одновременно главнокомандующим в Галиции. Участвовал в реорганизации австрийской армии.
В декабре 1813 года был назначен главнокомандующим австрийскими войсками в Италии и Иллирии. Дал сражения войскам Евгения Богарне на реке Минчо (8 февраля 1814 года) и в марте при Таро. После отречения Наполеона, заключил 24 апреля 1814 года в Мантуе конвенцию с вице-королём Италии Евгением Богарне, в результате которой последний сдал Милан и передал высшее командование над итальянскими войсками Бельгарду. В кампанию 1815 года возглавил войска, действовавшие в против Мюрата, и нанёс ему ряд поражений.
В 1815—1816 годах — вице-король недавно основанного Ломбардо-Венецианского королевства. В 1816—1820 годах — в отставке, жил в Париже. 24 июля 1820 года вновь занял пост президента Гофкригсрата. В 1825 году, из-за слабости зрения, удалился от дел, но до 1832 года оставался обер-гофмейстером кронпринца Фердинанда. Умер 22 июля 1845 года в Вене.

### Награды
- Орден Золотого руна (1817)
- Военный орден Марии Терезии, командорский крест (1805)
- Королевский венгерский орден Святого Стефана, большой крест (1832)
- Австрийский орден Леопольда, большой крест (1808)
- Орден Железной короны 1-го класса
- Армейский крест 1813/14[нем.]
- Орден Святого Губерта (Королевство Бавария)
- Военный орден Максимилиана Иосифа, большой крест (Королевство Бавария)
- Орден Святого Фердинанда и Заслуг, большой крест (Королевство Обеих Сицилий)
- Константиновский орден Святого Георгия (Пармское герцогство)
- Орден Святого Андрея Первозванного (Россия, 21.04.1821)[1]
- Орден Святого Александра Невского (Россия, 21.04.1821)
- Орден Белого орла (Россия (Царство Польское))
- Орден Святой Анны 1-й степени (Россия, 21.04.1821)[2]
- Высший орден Святого Благовещения (Сардинское королевство)

## Семья
В 1791 году  в Вене Генрих Йозеф Иоганн фон Беллегард женился на Августе фон Берлихинген (1765–1831). Она была вдовой Фридриха Августа фон Берлихингена († 1789 г.) и дочерью австрийского фельдмаршала Фридриха Александра фон Берлихингена и графини Анны Катарины Фергах. У пары было двое сыновей, которые также стали австрийскими генералами:
- Август фон Беллегард[чеш.] (29 октября 1795 г. - 21 июня 1873 г.) ∞ Юлия фон Гуденус (28 октября 1795 г. - 11 февраля 1865 г.)
- Генрих фон Беллегард (* 1798; † 17 июня 1871 г.) ∞ Паулина фон Волькенштейн-Тростбург (* 6 мая 1805 г.)

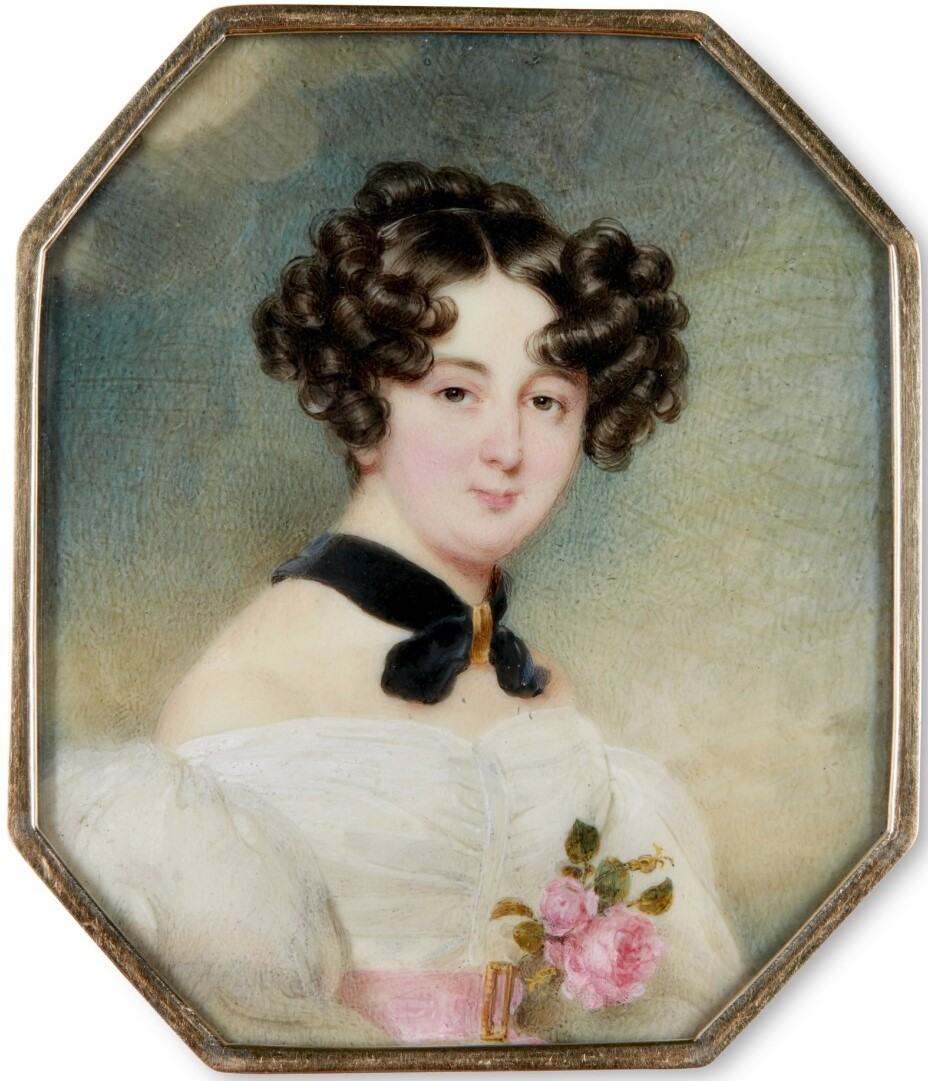
Портрет графини Паулины Беллегард, урожденной фон Волькенштайн-Тростбург (1805-1884), около 1830 г.
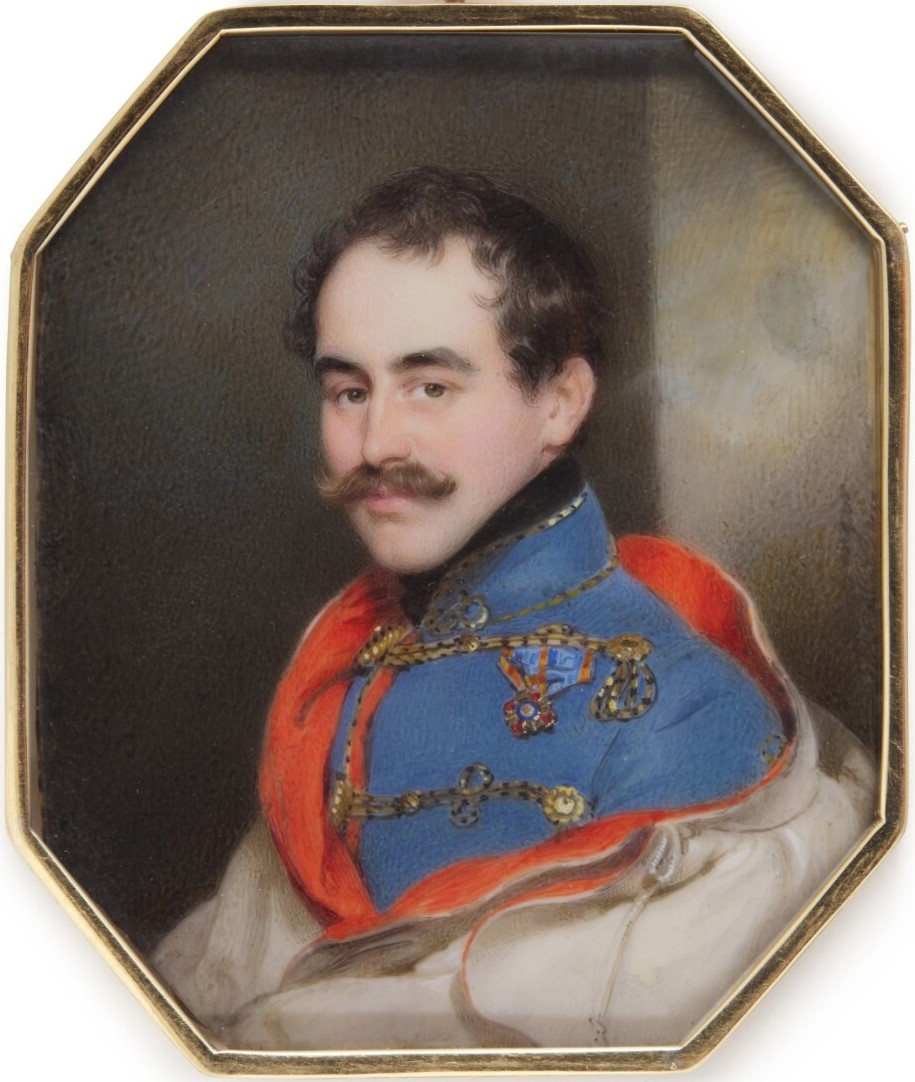
Портрет графа Генриха Беллегарда (1798-1871), около 1830 г.